# البطولات الفرنسية 1906 (كرة مضرب)
في دورة رولان غاروس الدولية عام 1906 فاز في بطولة فردي الرجال اللاعب ( الفرنسي) ماورايس جيرموت (Maurice Germot).